# Cas Filesa
El cas Filesa va ser un cas de corrupció consistent en la creació d'una trama d'empreses (Filesa, Malesa i Time-Export) l'objectiu de la qual era el finançament il·legal del Partit Socialista Obrer Espanyol, per fer front a les despeses originades per les campanyes electorals de l'any 1989, fets tots ells establerts com provats per la Judicatura.
Aquest finançament il·legal consistia a inflar contractes públics per rebre la comissió corresponent. Molts dels càrrecs van ser retirats perquè en el moment dels suposats fets delictius no existia el delicte tipificat com a "finançament irregular" dels partits polítics.

## Recerca
Va ser realitzada per Marino Barbero, magistrat del Tribunal Suprem. El 5 de maig de 1995, el jutge instructor del “cas Filesa” va dictar acte de conclusió del sumari contra 39 persones, imputades pels presumptes delictes de falsedat ideològica en document mercantil, fiscal, malversació de fons públics, apropiació indeguda, falsedat en document públic, delicte monetari, tràfic d'influències i associació il·lícita. De la recerca es va desglossar posteriorment el Cas AVE.

## Judici
Va començar en 1997, amb el nombre d'acusats rebaixat a 12 (Josep Maria Sala i Grisó, Carlos Navarro i Gómez, Luis Oliveró Capellades, Alberto Flores València, Aida Álvarez Álvarez, Miguel Guillermo Molledo Martí, Luis Sánchez Marcos, Francisco Javier Iglesias Díaz, Julio Calleja González Camino, Juan Antonio Molina Vives, Eugenio García Mansilla i Diego Ramos Ramos) pels delictes de falsedat en document mercantil, associació il·lícita, fiscal i apropiació indeguda, entre d'altres.
La sentència es va dictar el 28 d'octubre de 1997, després que l'instructor inicial rebutgés el cas per deixar-lo en mans d'Enrique Bacigalupo. Josep Maria Sala, condemnat a tres anys de presó, va complir només dos de sentència, en suspendre-la el Tribunal Constitucional.

## Imports defraudats
Amb Filesa va quedar acreditat el finançament irregular del PSOE amb més d'1.200 milions de pessetes (7,21 milions d'euros de 1990) obtingudes de forma il·legal, equivalents a 14,85 milions d'euros al desembre de 2012.

## Condemnats
Durant la instrucció del cas Filesa, el magistrat Marino Barber va arribar a imputar 50 persones. D'elles, només 12 van seure al banc dels acusats per decisió del Suprem. Va quedar fora un dels polítics, l'exresponsable de finances del PSOE Guillermo Galeote. Al final va haver-hi vuit condemnes (de presó) i tres d'elles foren per a càrrecs o excàrrecs socialistes:
- El llavors senador Josep Maria Sala i Grisó
- L'exdiputat del PSC Carlos Navarro i Gómez
- L'excoordinadora de finances del partit Aída Álvarez Álvarez, condemna de dos anys, quatre mesos i un dia.[2]